# Пол Тергат
Пол Тергат  (англ. Paul Tergat, 17 червня 1969) — кенійський легкоатлет, олімпійський медаліст.

## Виступи на Олімпіадах
| Олімпіада    | Дисципліна           | Місце |
| ------------ | -------------------- | ----- |
| Атланта 1996 | біг на 10 000 метрів | 2     |
| Сідней 2000  | біг на 10 000 метрів | 2     |
| Афіни 2004   | марафонський біг     | 10    |